# 川端佑希
川端　佑希（かわばた ゆき）は、日本の女性ファッションモデル、元歌手。SHOWGATE MODELSに所属していた。ボーカルユニット「SPY (モデルユニット)」の元メンバー。
特技はイラスト、デザイン。動物好きで猫を拾い、トラという猫を飼っている。

## 経歴
- 2016年4月1日、SPY (モデルユニット)結成。(前日に発表される。)
- 2016年4月25日、支援プロジェクトCAMP FIRE開始。
- 2016年5月30日、CAMP FIRE募集終了し、見事達成。
- 2016年6月25日、LOVE＆LOVE COLLECTIONにてSPY初お披露目｢Spider｣を披露。
- 2016年10月14日、J SQUARE SHINAGAWAにてSPY決起集会を開催。
- 2016年10月19日、｢panipani｣のリリースでメジャーデビュー。
- 同年18日付けオリコンチャート初登場40位を記録。
- 2018年12月、SPY解散。